# William Adama
 William „Bill” Adama este un personaj fictiv interpretat de Edward James Olmos în serialul reimaginat Battlestar Galactica și de Lorne Greene în serialul original. După atacul Cylonilor care s-a soldat cu distrugerea celor 12 Colonii, el devine comandantul flotei și al navei Galactica.